# Percy Gardner
Percy Gardner ([født 24. november 1846 i London, død 17. juli 1937) var en engelsk klassisk arkæolog, bror til Ernest Arthur Gardner.
Gardner, der 1880—87 var professor i Cambridge og derefter i Oxford til 1925, var virksom for studiet af og kendskab til klassisk, græsk kunst og vel bevandret i bibelsk arkæologi. Blandt hans skrifter kan nævnes: Types of Greek Coins (1887); Manual of Greek Antiquities (sammen med Jevons; 2. udgave 1898); Grammar of Greek Art (1905); Exploratio Evangelica (1899); A Historic View of the New Testament (1901); Growth of Christianity (1907); History of Ancient Coinage (1918); Evolution in Christian Ethics (1918);
New Chapters in Greek Art (1926).